# 鵜殿団次郎

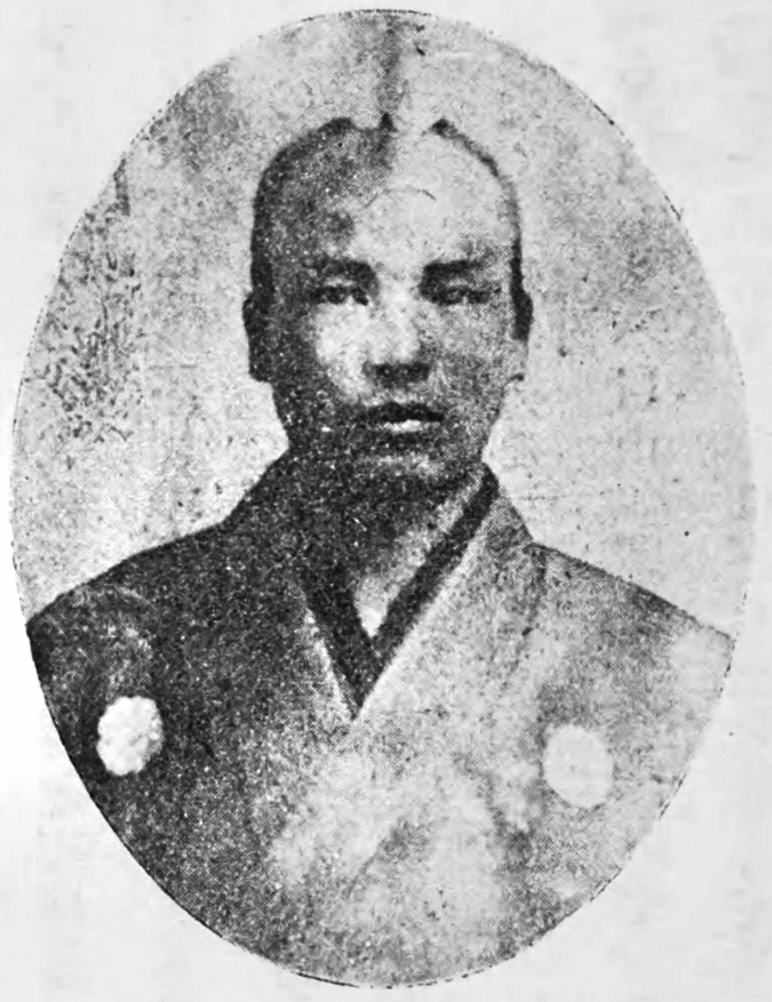
鵜殿団次郎（『河井継之助伝』今泉鐸次郎著、1931年刊より）

鵜殿 団次郎（うどの だんじろう、天保2年（1831年） - 明治元年12月9日（1869年1月21日））は、幕末期の洋学者。蕃書調所教授。諱は長養、号は春風。異母弟に海援隊隊士の白峰駿馬がいる。

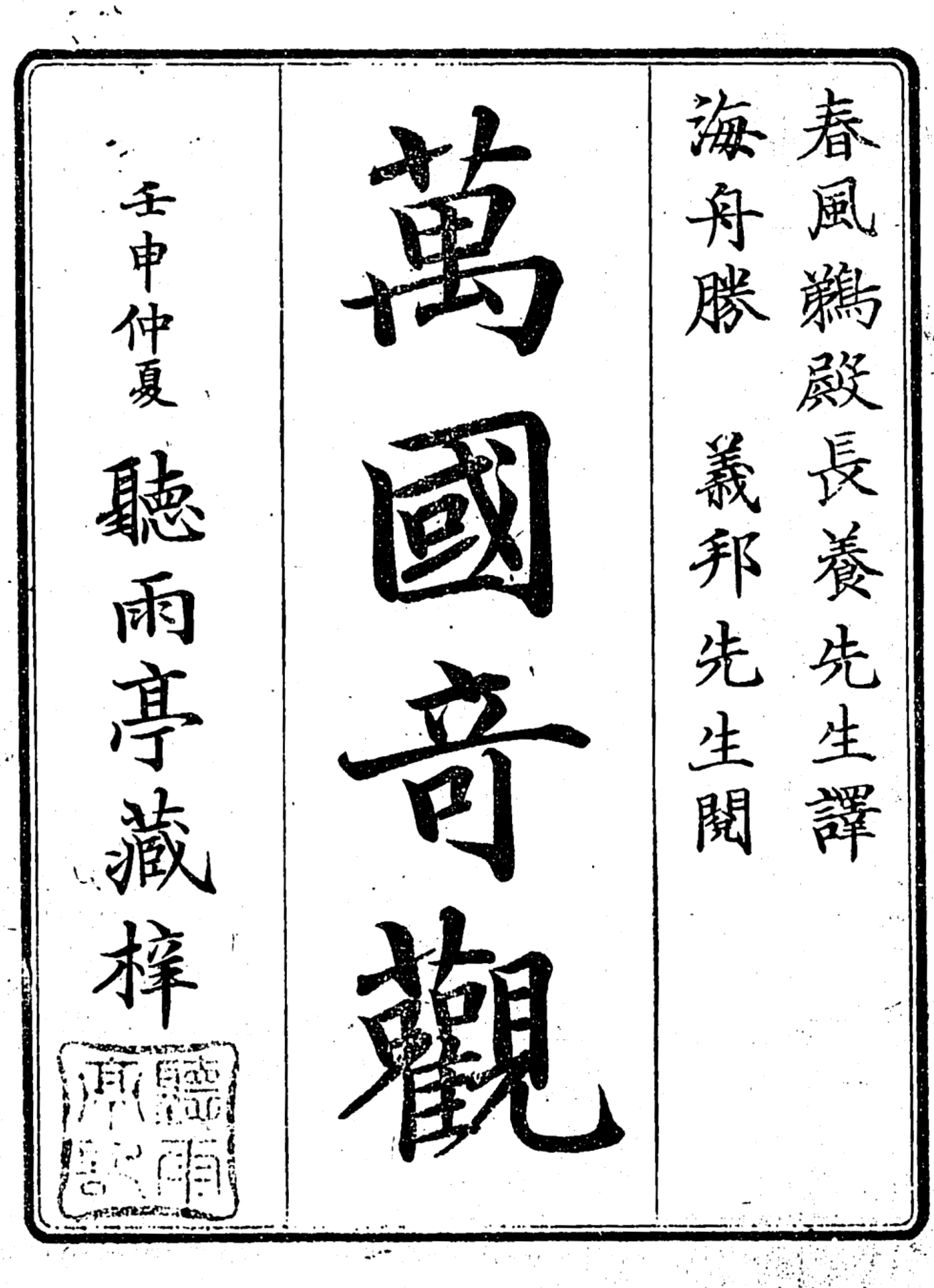
『万国奇観』（明治5年（1872年）刊）

## 経歴
越後長岡藩士・鵜殿瀬左衛門のもとに生まれる。なお『新潟市史・資料編』に掲載される「天保十亥年正月　貞享元子年より諸役人留」に正徳2年（1712年）から享保4年1月（1719年）まで新潟町奉行を勤めた「鵜殿団次郎」が見えるが、先祖と思われる。

長岡藩の藩校崇徳館で学問を修めた後、江戸で蘭学や英学を学ぶ。その才を勝海舟に買われて幕臣に登用され、文久2年（1862年）に蕃書調所（前身は蛮書和解御用）の教授となり、慶応4年（1868年）には軍艦役格より幕府目付となる。その一方、慶応2年（1866年）に藩に軍制改革に関する意見書を提出するなど、幕末の混乱に瀕した藩のために尽力するも、明治元年（1868年）、38歳で病死した。河井継之助と並ぶ長岡藩の秀才であった団次郎の死は、長岡藩の大きな損失であったとされる。著書に『万国奇観』がある。